# Осцислово (Великопольське воєводство)
Осцислово (пол. Ościsłowo) — село в Польщі, у гміні Вільчин Конінського повіту Великопольського воєводства.
Населення — 320 осіб (2011).
У 1975-1998 роках село належало до Конінського воєводства.

## Демографія
Демографічна структура станом на 31 березня 2011 року:
|          | Загалом | Допрацездатний вік | Працездатний вік | Постпрацездатний вік |
| -------- | ------- | ------------------ | ---------------- | -------------------- |
| Чоловіки | 153     | 36                 | 105              | 12                   |
| Жінки    | 167     | 45                 | 84               | 38                   |
| Разом    | 320     | 81                 | 189              | 50                   |